# Potencial termodinámico
En termodinámica, un potencial termodinámico es una ecuación constitutiva asociada a un sistema termodinámico que tiene dimensiones de energía. El calificativo de «potencial» se debe a que en cierto sentido describe la cantidad de energía potencial disponible en el sistema termodinámico sujeta a ciertas restricciones (relacionadas con las variables naturales del potencial). Además los potenciales sirven para predecir bajo las restricciones impuestas qué cambios termodinámicos serán espontáneos y cuales necesitarán aporte energético.
Así los diferentes potenciales corresponden a diferentes tipos de restricciones sobre el sistema. Los cuatro potenciales más comunes son:
| Nombre                                                         | Fórmula                                               | Ecuaciones fundamentales                                    | Variables naturales                     |
| Energía interna                                                | {\displaystyle U\,} (depende del sistema)             | {\displaystyle dU=TdS-pdV+\sum _{i}\mu _{i}dN_{i}\,}        | {\displaystyle ~~~~~S,V,\{N_{i}\}\,}    |
| Energía libre de Helmholtz                                     | {\displaystyle F=A=U-TS\,}                            | {\displaystyle dF=-SdT-pdV+\sum _{i}\mu _{i}dN_{i}\,}       | {\displaystyle ~~~~~T,V,\{N_{i}\}\,}    |
| Entalpía                                                       | {\displaystyle H=U+PV\,}                              | {\displaystyle dH=TdS+Vdp+\sum _{i}\mu _{i}dN_{i}\,}        | {\displaystyle ~~~~~S,P,\{N_{i}\}\,}    |
| Energía de Gibbs                                               | {\displaystyle G=U+PV-TS=H-TS\,}                      | {\displaystyle dG=-SdT+Vdp+\sum _{i}\mu _{i}dN_{i}\,}       | {\displaystyle ~~~~~T,P,\{N_{i}\}\,}    |
| Potencial Macrocanónico (Gran potencial o Potencial de Landau) | {\displaystyle \Omega =U-TS-\sum _{i}\mu _{i}n_{i}\,} | {\displaystyle d\Omega =-SdT-pdV-\sum _{i}n_{i}d\mu _{i}\,} | {\displaystyle ~~~~~T,V,\{\mu _{i}\}\,} |

donde T = temperatura, S = entropía, P = presión, V = volumen, ni es la cantidad de materia y μ el potencial químico.
La energía libre de Helmholtz se representa frecuentemente por F (particularmente en física), aunque la   A es preferida por la IUPAC, ISO y la IEC. Esta denominación proviene de los trabajos de Helmholtz donde  denomina al potencial termodinámico a presión constante Arbeit, que se traduce al español como "trabajo".
Puede demostrarse que el conocimiento de uno de los potenciales termodinámicos en función de sus variables naturales permite obtener todas las variables termódinámicas del sistema. Esto es posible mediante la utilización de las cuatro relaciones de Maxwell para la termodinámica, ecuaciones en derivadas parciales que relacionan las variables de estado con potenciales termodinámicos. Cada potencial termodinámico, bajo este punto de vista, no es solamente una magnitud física a la que corresponda un valor (número real) que eventualmente podamos medir, sino que más propiamente hay que verlo como una dependencia funcional matemática, la cual contiene toda la información del sistema. Es por esto que se habla de las "variables naturales" de cada potencial: se trata de las magnitudes que juegan el papel de variables independientes en la función asociada al potencial (en la cual, evidentemente, el papel de variable dependiente lo juega el valor numérico del potencial como magnitud física mensurable).